# 五色不動
五色不動（ごしきふどう）は、五行思想の五色（白・黒・赤・青・黄）の色にまつわる名称や伝説を持つ不動尊を指し示す総称。東京（江戸）のもののほかにも、厳密には四神や五色に関連する同様の伝説は各所に存在し、それが不動尊と関連付けられたものを五色不動と称されることがある。なお、本項では主として東京の五色不動について解説する。
東京の五色不動は、目黒不動、目白不動、目赤不動、目青不動、目黄不動の5種6個所の不動尊の総称。五眼不動、あるいは単に五不動とも呼ばれる。

## 概要
五色不動は江戸五色不動とも呼ばれており、江戸幕府3代将軍・徳川家光が大僧正・天海の建言により江戸府内から5箇所の不動尊を選び、天下太平を祈願したことに由来するなどの伝説が存在する。史跡案内など多くの文献ではこのような説話に倣った由来が記述されているが、資料によっては伝説の内容にばらつきも見られる。
一方で五色不動を歴史的に研究したいくつかの報告によると、実際に「五色不動」という名称が登場するのは明治末または大正始めであり、江戸時代の史実とは考えにくいとしているが、伝説自体は江戸時代から伝わる噂話に原型が見られるという。
また名称を別とすれば個々の寺院や不動像自体は江戸時代（以前）からの歴史を持つとされる。特に目黒不動・目白不動・目赤不動については江戸時代の資料からもその名称が確認でき、江戸の名所として「三不動」の名で知られる。
このうち、目黒と目白は山手線の駅名ともなり、特に目黒は区名となっているため著名である。
なお五色不動は基本的に天台宗や真言宗の系統の寺院にあり、密教という点で共通しているが、不動明王に限らず明王は元来密教の仏像である。

## 五色不動の場所
- 目黒不動 瀧泉寺（東京都目黒区下目黒）
- 目白不動 金乗院（東京都豊島区高田） - 江戸時代は現在の文京区関口江戸川公園付近にあった新義真言宗新長谷寺の本尊
- 目赤不動 南谷寺（東京都文京区本駒込）
- 目青不動 教学院（東京都世田谷区太子堂） - 本来の寺名は平井の目黄と同じ最勝寺
- 目黄不動
  - 永久寺（東京都台東区三ノ輪）
  - 最勝寺（東京都江戸川区平井）

各不動尊については史実、複数の目黄および各寺の項目も参照。

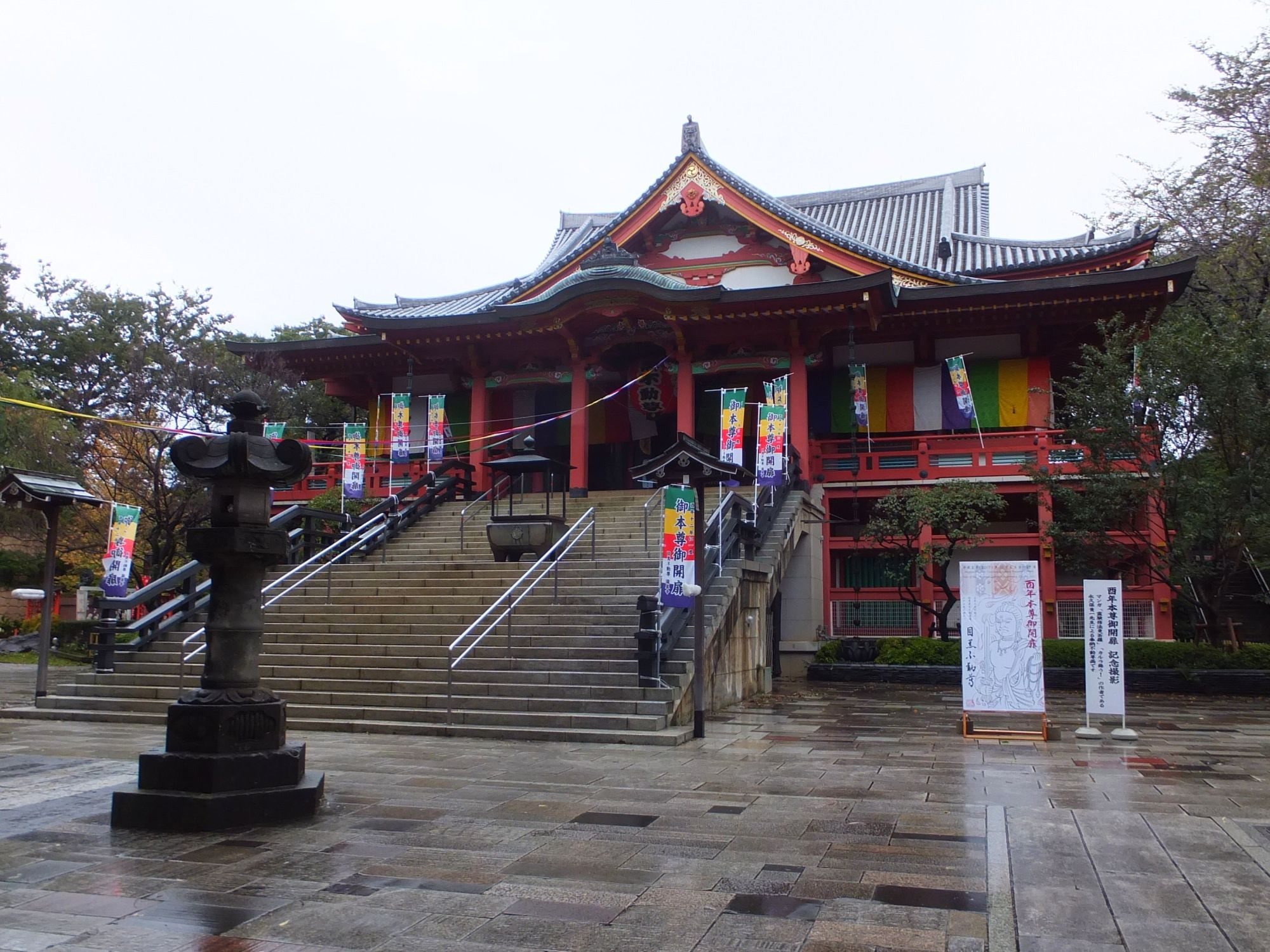
瀧泉寺（目黒不動）
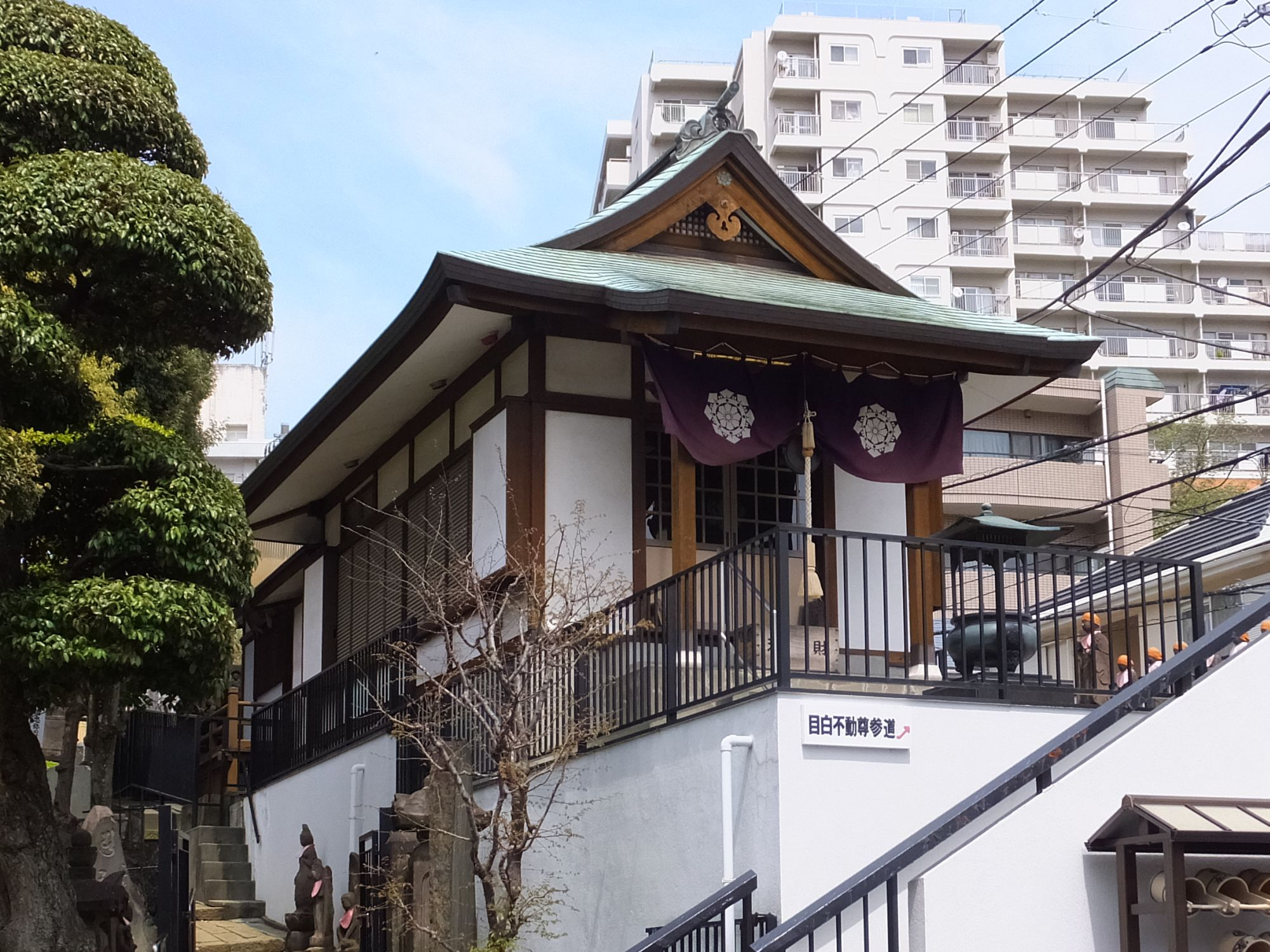
金乗院（目白不動）
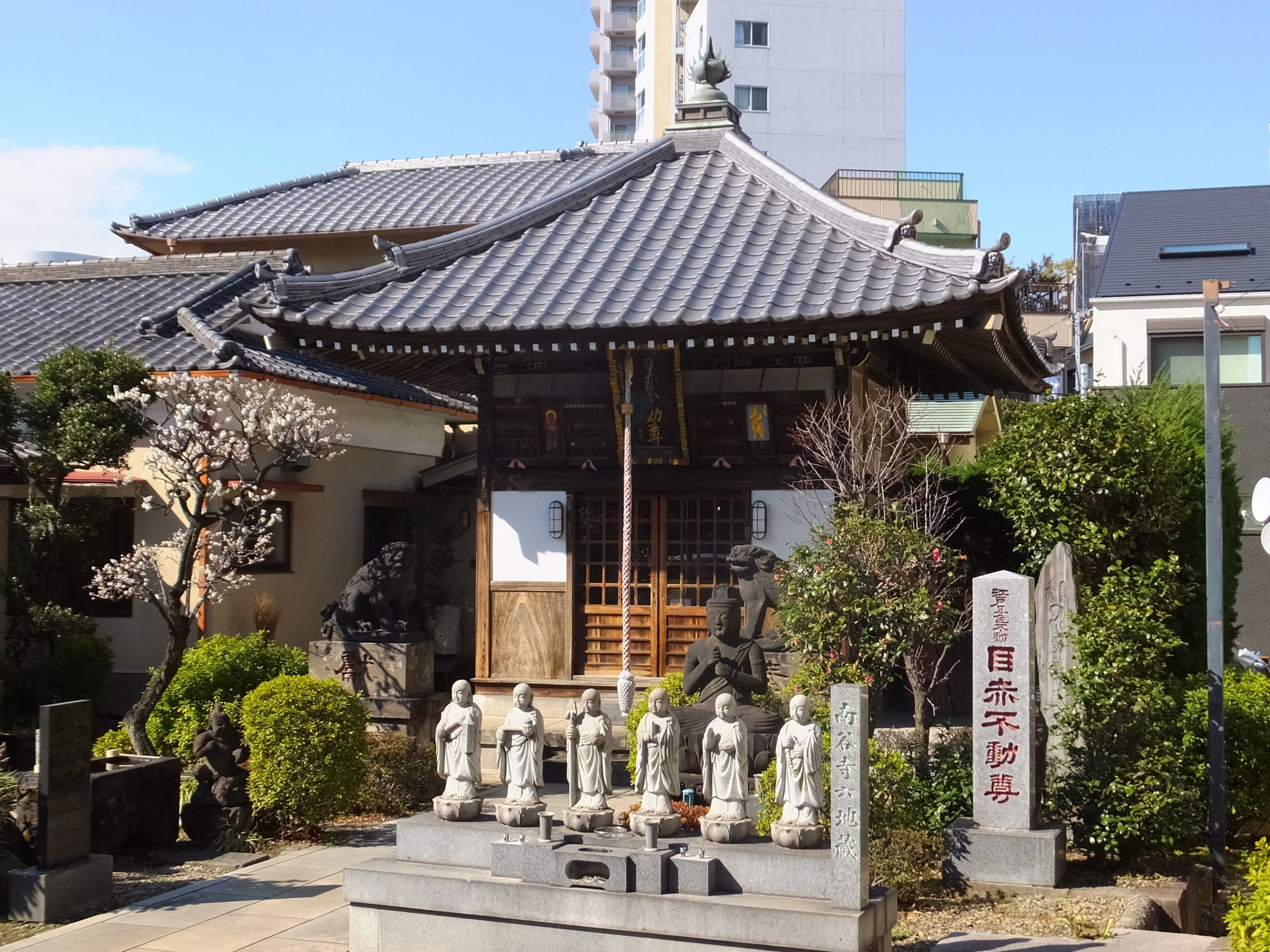
南谷寺（目赤不動）
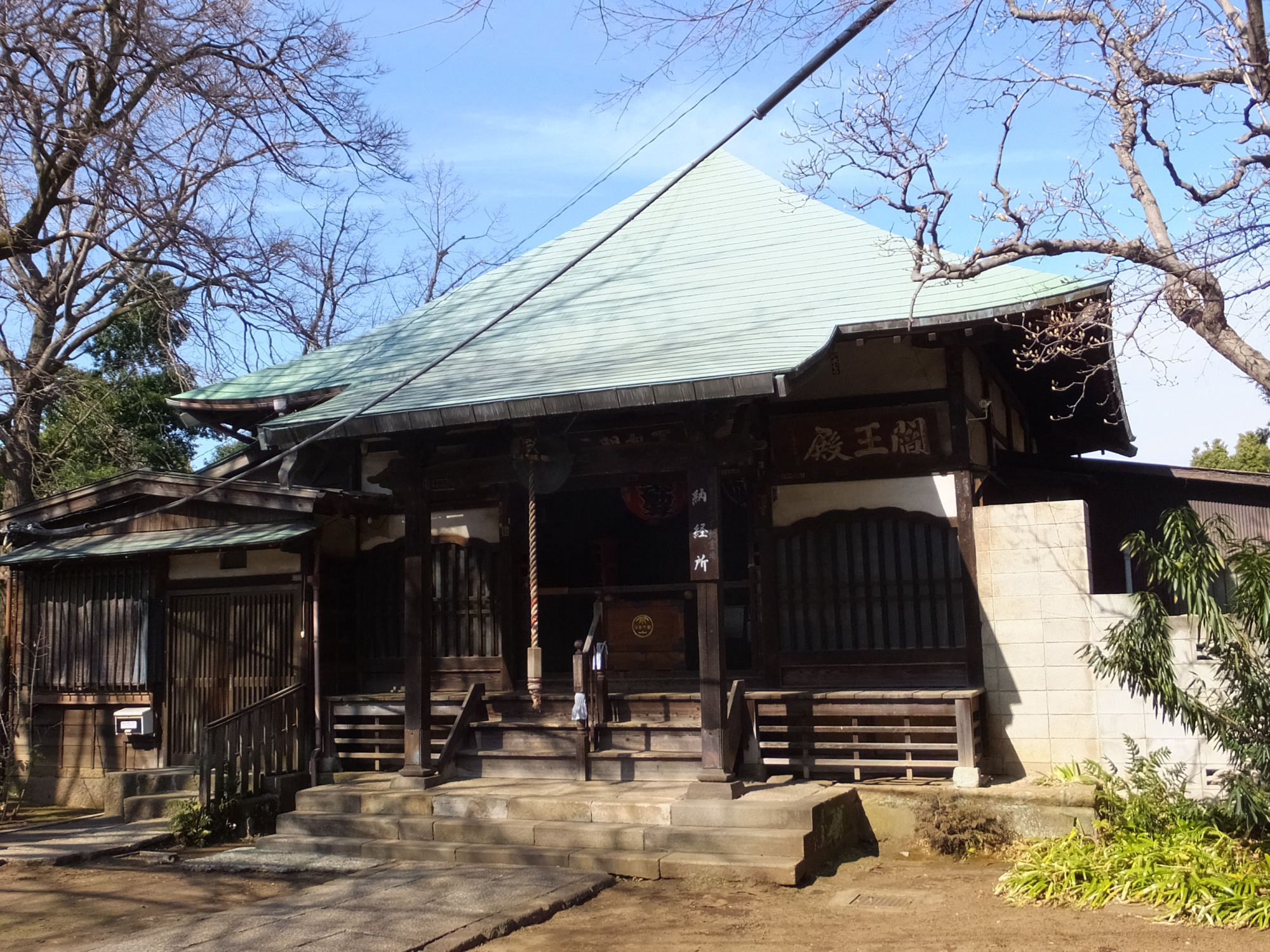
教学院（目青不動）
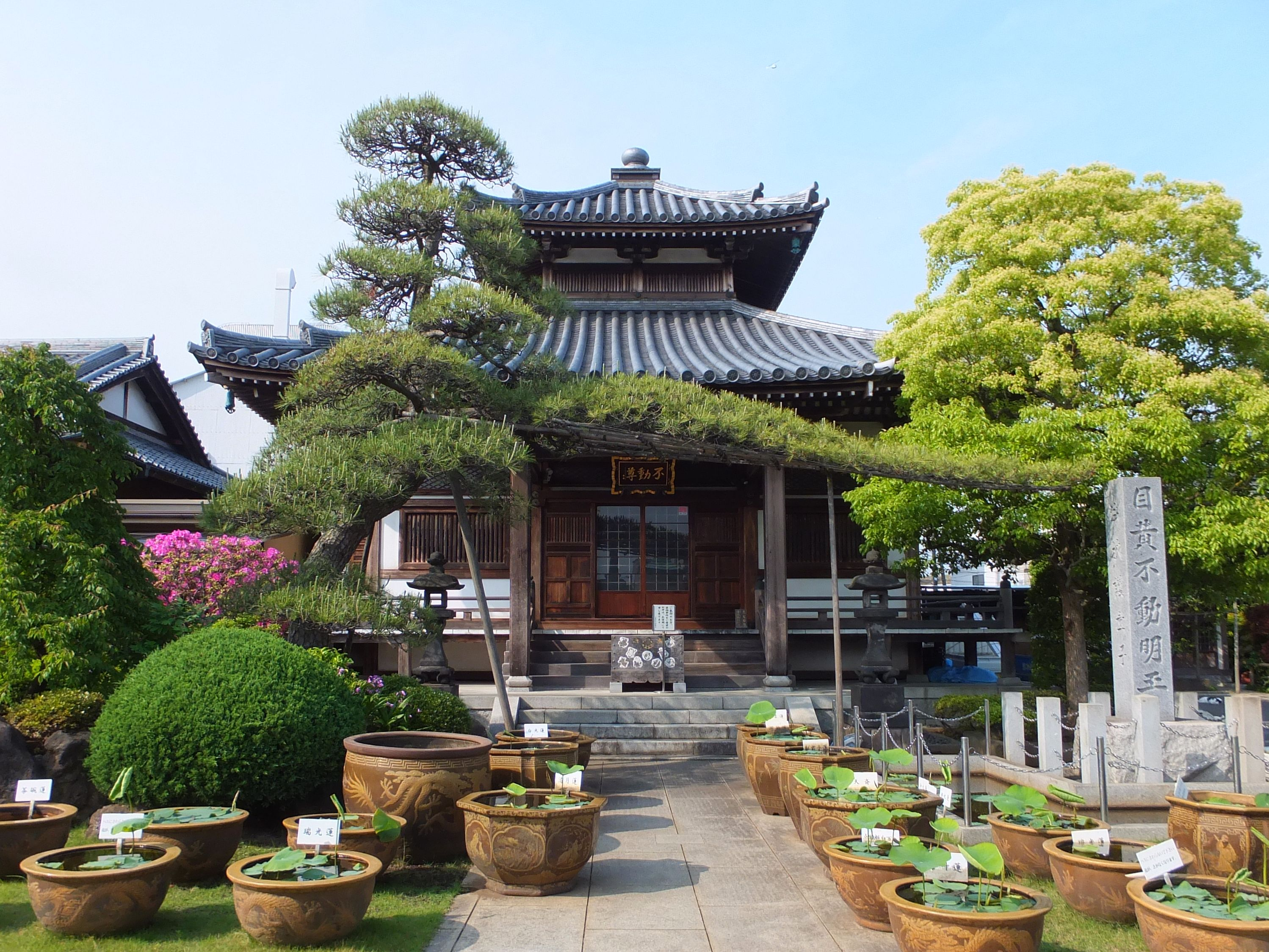
最勝寺（目黄不動）

## 伝説
各寺の説話や、フィクションなどにおける伝説等については細部でばらつきが見られるものの、おおむね以下のような内容が語られることが多い。ここではそのような伝説について記し、史実についての補足は別節に記すものとする。
5色となっているのは五行思想の五色（ごしき）からとも言われる。
寛永年間の中旬、3代将軍徳川家光が大僧正天海の具申をうけ江戸の鎮護と天下泰平を祈願して、江戸市中の周囲5つの方角の不動尊を選んで割り当てたとされる。最初に四神相応の四不動が先行し、家光の時代ないしは後年に目黄が追加されたとして語られる場合もある。
五色とは密教の陰陽五行説由来し重んじられた青・白・赤・黒・黄でそれぞれ五色は東・西・南・北・中央を表している。
また、その配置には五街道との関連も見られるほか、五色不動を結んだ線の内側が「朱引内」あるいは「江戸の内府」と呼ばれたという都市伝説が語られることもある。

## 史実
江戸時代に目黒・目白が存在している。目黒は将軍家光の鷹狩りに関連して尊崇されていた。目白は、将軍家光が目黒にちなんで命名したとも、目白押しから名付けられたともいう。
また、江戸時代初期の動坂（後述）には、伊賀の赤目に由来する赤目不動があったが、家光の命により目赤と名乗るようになり現在地へ移ったと称する。
以上3つの不動については、江戸時代の地誌にも登場するが、天海と結びつける記述はまったく見られない。
教学院はもともと青山にあり、「青山の閻魔様」として親しまれていた。ここには近くにあった廃寺から不動像がもたらされている。明治40年代にこの寺院は世田谷区太子堂に移転し、その頃から「目青不動」を名乗るようになった。
目黄不動は2箇所が同定されているが、いずれも浅草の勝蔵院にあった「明暦不動」（後になまってメキ不動と呼ばれたこともある）に近く、その記憶から目黄不動とされたのではないかと推測される。
いずれにせよ、江戸時代には目がつく不動が3つしかなく、それをセットとして語る例はなかった。明治以降、目黄、目青が登場し、後付けで五色不動伝説が作られたものと考えられる。
前述の五街道との関連も、江戸の地理条件に由来する多少の偶然と考えられ、五色不動を結んだ線の内側が「朱引内」あるいは「江戸の内府」と呼ばれたという説についても史実ではない。幕末の朱引図は五色不動と関係なく作られたものである（阿部正精を参照）。
以上のような背景から、天海の結界に始まる一連の五色不動伝説は近年作られたものと言われることもあるが、一方で江戸時代にも噂話（都市伝説）として史実とは別に語られていた可能性も指摘されている。
寛保元年（1741年）の『夏山雑談』の記述では天海が四方に赤・黒・青・白の四色の目の不動を置いたとされ、さらには前述の勝蔵院の「目黄」不動の噂にも言及しているが、当時は目青や目黄の裏付けは取れなかったようである。また当時の噂は四不動が主体で、目黄の扱いが曖昧だったことも覗える。
その後、文化5年（1808年）の『柳樽四十六篇』では、五色には 二色足らぬ 不動の目 という川柳が残されている。当時は（明暦不動を別とすれば）三不動しか知られていなかった一方で、前述の「五色」に見立てる発想の存在が確認できる。
いずれにせよ明治以降、複数の目黄が乱立し、目青が登場し、従来の三不動も五色不動を名乗り始めた背景には、こうした都市伝説の影響があったのではないかとも言われている。

## 地名との関連
東京には目黒・目白の地名が古くから実在する。夏山雑談では目赤・目青も地名であるかのように語られているが、現在の目赤・目青の各不動尊はいずれも引越しを機に名乗り始めており、移転先で地名を残すには至っていない。
- 目黒の地名は目黒不動に因むという説もあるが、古い地名であり、地名に由来して目黒不動となった可能性は高いとみられている。
- 目白の地名は文京区目白台と豊島区目白があるが、両者は近接した地域であり、目白台に因んで目白不動になったとも、目白不動に因んで目白の地名ができたとも言われる。
- 目赤不動は前述の通り伊賀国の赤目に由来する。また赤目不動の置かれていた不動堂は動坂の地名を残している[6]。
- 目青不動は前述の通り青山の閻魔様を前身とする。

## そのほかの候補など
五色不動の話題では、しばしば上記6箇所以外について言及されることがある。

### 複数の目黄
前述の勝蔵院（明暦不動）は明治半ばには姿を消した。しかし目黄の名は広がりを見せ、明治末期の時点では少なくとも現在に繋がる2箇所の目黄が知られるようになっていた。五色不動が都市伝説だった頃の名残か、一部の不動尊では過去に通称として親しまれたとも語られており、目黄の名の流行が覗える一方で、今となってはこれらの全容を把握することは難しい。
- 勝蔵院 - 江戸時代に明暦不動が転じて目黄不動の噂を生んだが、今は無い。
- 永久寺 - 明治13年（1880年）という比較的早い時期から目黄不動だったと見られている。
- 最勝寺 - 明暦不動に近い本所区にあった頃から目黄不動だったが、大正2年（1913年）に平井に移転。家光に関わる説話が残されている。
- 龍巖寺（東京都渋谷区神宮前） - 教学院の旧地に近い。他と違い臨済宗の禅寺である。非公開のため詳細は不明だが、昭和5年（1930年）12月発行の千駄ヶ谷町誌で目黄不動と紹介され、近年になり「五色不動の目黄」として言及される機会が増えているため本節に記す。
- 眞覺寺（真覚寺、東京都昭島市玉川町） - 江戸だった地域からはかなり離れており、都（区）外の同名不動尊とも言えるが、今でも普通に目黄不動の名で親しまれている。目が黄色に彩色された不動像が安置されている。
- 不動院（東京都港区六本木） - 目青不動の旧地（旧 観行寺）に近い。かつては六軒町の目黄不動という通称でも親しまれたとされる[7]。

#### 目金不動
目黄不動の名を持つ不動尊像はしばしば目が黄（黄金）で彩色されていることがその名の由来になっていることがあるが、目金不動の名で知られるものもあるため、本節に併記する。
- 勝国寺（東京都世田谷区世田谷） - 国士舘大学の付近にあり、教学院に比較的近い。目が金であるため目金不動の名がある[8]。

### 都外の同名不動尊など
- 目赤不動はかつて赤目不動と称したが、その由来となった赤目では、延寿院（三重県名張市赤目町）に赤目不動がある。
- 東京日日新聞では明治14年（1881年）に、東京の三不動や目黄不動に続くものとして横浜野毛新田の目青不動が報じられたことがあるが、以降その名が使われた記録は無く、現在の目青とは別物と見られている。
- また五色不動との関連は不明だが、目白不動 願昭寺（大阪府富田林市伏見堂）のように、東京以外にも同名の不動尊が存在する。
- 田尻不動堂（長野県安曇野市堀金三田）の目赤不動明王像は、安曇野市指定の有形文化財。目が赤く彩色されているためにこの名がある。

## その他の五色不動
不動明王は密教の仏像であることから、もともと五行思想の五色をもって配置されることが多いという縁起が語られることがある。

### 京都の五色不動
前述のように夏山雑談の記述が五色不動の原型だとすれば、その四神による守りという基本概念は古来の京都からもたらされたことになる。その京都では現在も青蓮院の青不動を中心とした同様の五色の不動の伝説があり、五色不動と略されることがある。伝説ではその歴史は古く、平安遷都後に朝廷が都を守るために四神と合わせた五色の守りとして不動明王を配置したとされる。その後2つが失われ、現存するのは遍照寺の赤不動、曼殊院の黄不動、そして青蓮院の青不動だという。青蓮院では青を五色の中心と位置付けており、最上位に君臨するとしている。

## フィクション作品における五色不動
東京を題材としたいくつかの小説などでは、付加的な要素として五色不動の存在や説話に基づく伝説が語られることがある。また近年、いくつかのアニメ・ゲーム作品に登場したことで聖地巡礼の対象にされることもある。単なるランドマークのように登場する作品もあれば、六か所の結界をめぐる争いが描かれたり、五不動を力の源とする6人の変身ヒロイン集団など、扱いは様々である。